# Interessenverband
Ein Interessenverband oder Interessenverein ist eine auf Dauer angelegte Personenvereinigung, die den politischen Willensbildungsprozess und das staatliche Handeln beeinflussen will. Interessenverbände versuchen auf die Gesetzgebung Einfluss zu nehmen. Ihre Tätigkeit bezeichnet man als Lobbyismus.
Im Unterschied zu Parteien nehmen Interessenverbände nicht an allgemeinen Wahlen teil.

## Formen und Möglichkeiten
Vereinigungen, die als Interessenverband agieren können, gibt es in fast allen Bereichen der Gesellschaft. Sie können nach ihren Tätigkeitsfeldern in fünf Gruppen eingeteilt werden:

### Vereinigungen im Wirtschaftsleben und in der Arbeitswelt
- Wirtschaftsverbände, z. B. Bundesverband der Deutschen Industrie, Deutscher Industrie- und Handelskammertag;
- Gewerkschaften, z. B. Deutscher Gewerkschaftsbund, Beamtenbund;
- Verbraucherverbände, z. B. Arbeitsgemeinschaft der Verbraucherverbände;
- Berufsverbände, z. B. Verein deutscher Ingenieure;

### Vereinigungen mit sozialen Zielen
- Wohlfahrtsverbände,
- Deutscher Mieterbund

### Vereinigungen im Bereich Freizeit und Erholung
- Hobbyvereine (z. B. Verband Deutscher Vereine für Aquarien- und Terrarienkunde)
- Sportvereine (wie Deutscher Olympischer Sportbund)

### Vereinigungen in den Bereichen Kultur und Wissenschaft
- P.E.N.
- Verband der Historiker und Historikerinnen Deutschlands
- DEGAM

### Vereinigungen mit ideellen und gesellschaftspolitischen Zielsetzungen
- Menschenrechtsorganisationen (FGQ, amnesty international, Kinderschutzbund)
- Tierrechtsorganisationen (People for the Ethical Treatment of Animals, Ärzte gegen Tierversuche)
- Naturschutzorganisationen (Greenpeace, BUND)

### Möglichkeiten und Adressaten der Einflussnahme
Pötsch unterscheidet fünf Möglichkeiten der Einflussnahme:
- Öffentlichkeit: Interessenverbände werben mithilfe der Medien, durch persönliche Kontakte zu Journalisten, durch Pressekonferenzen, durch Informationsmaterial oder eigene Presseorgane für ihre Ziele. Schärfere Mittel der Interessendurchsetzung sind Anzeigenkampagnen, Demonstrationen und Streiks.
- Parteien: Interessenverbände stehen teils einer Partei nahe und unterstützen diese auch im Wahlkampf. Sie versuchen ihre Ziele in Parteiprogrammen zu verankern.
- Parlamente: Interessenverbände verschaffen Mitgliedern oder Funktionären Abgeordnetenmandate. Als Fachleute ziehen diese Abgeordneten in die zuständigen parlamentarischen Ausschüsse ein.
- Regierung und Bürokratie: Interessenverbände verhandeln direkt mit Regierungsmitgliedern und der Ministerialbürokratie.
- Organe der Europäischen Union: Die Verlagerung vieler Entscheidungen auf die Ebene der Europäischen Union hat zur Folge, dass europäische Dachverbände auf die Entscheidungsprozesse der EU einwirken.

## Deutschland
Unter den Verbänden gelten in Deutschland über 5000 als solche, die politische Interessen verfolgen. Die Verbände mit bundespolitischen Interessen können sich in die Öffentliche Liste über die Registrierung von Verbänden und deren Vertretern, auch kurz Lobbyliste, eintragen lassen (2241, Stand: 27. März 2015), die beim Präsidenten des Deutschen Bundestages geführt wird. Die Geschäftsordnungen von Bundestag und Bundesregierung sehen die Mitwirkung von Interessenverbänden ausdrücklich vor, Rechte oder Pflichten sind jedoch mit einem Listeneintrag nicht verbunden.
Als bedeutsame Interessenverbände mit einer im Grundgesetz herausgehobener Stellung (Koalitionsfreiheit und Tarifautonomie) gelten die Gewerkschaften und die Arbeitgeberverbände.
Historisch gesehen gab es im Deutschen Reich nach 1871 die verschiedensten Interessenverbände. Zu den wirtschaftlichen Interessenverbänden gehörte zum Beispiel der Bund der Landwirte.